# Albert Erlande
 (avril 2021).
La mise en forme du texte ne suit pas les recommandations de Wikipédia : il faut le « wikifier ».
Les points d'amélioration suivants sont les cas les plus fréquents. Le détail des points à revoir est peut-être précisé sur la page de discussion.
- Les titres sont pré-formatés par le logiciel. Ils ne sont ni en capitales, ni en gras.
- Le texte ne doit pas être écrit en capitales (les noms de famille non plus), ni en gras, ni en italique, ni en « petit »…
- Le gras n'est utilisé que pour surligner le titre de l'article dans l'introduction, une seule fois.
- L'italique est rarement utilisé : mots en langue étrangère, titres d'œuvres, noms de bateaux, etc.
- Les citations ne sont pas en italique mais en corps de texte normal. Elles sont entourées par des guillemets français : « et ».
- Les listes à puces sont à éviter, des paragraphes rédigés étant largement préférés. Les tableaux sont à réserver à la présentation de données structurées (résultats, etc.).
- Les appels de note de bas de page (petits chiffres en exposant, introduits par l'outil «  Source ») sont à placer entre la fin de phrase et le point final[comme ça].
- Les liens internes (vers d'autres articles de Wikipédia) sont à choisir avec parcimonie. Créez des liens vers des articles approfondissant le sujet. Les termes génériques sans rapport avec le sujet sont à éviter, ainsi que les répétitions de liens vers un même terme.
- Les liens externes sont à placer uniquement dans une section « Liens externes », à la fin de l'article. Ces liens sont à choisir avec parcimonie suivant les règles définies. Si un lien sert de source à l'article, son insertion dans le texte est à faire par les notes de bas de page.
- La présentation des références doit suivre les conventions bibliographiques. Il est recommandé d'utiliser les modèles {{Ouvrage}}, {{Chapitre}}, {{Article}}, {{Lien web}} et/ou {{Bibliographie}}. Le mode d'édition visuel peut mettre en forme automatiquement les références.
- Insérer une infobox (cadre d'informations à droite) n'est pas obligatoire pour parachever la mise en page.

Pour une aide détaillée, merci de consulter Aide:Wikification.
Si vous pensez que ces points ont été résolus, vous pouvez retirer ce bandeau et améliorer la mise en forme d'un autre article.
Albert Erlande, nom de plume d'Albert-Jacques Brandenburg, né le 31 août 1878 à Marseille et mort le 12 mai 1934 à Epinay-sur-Seine, est un écrivain et poète français.
Il est le grand-père d'Alain Erlande-Brandenburg, conservateur et historien de l'art.

## Biographie
De père Anglais, Albert Erlande est l'auteur de nombreux romans et poèmes. Il appartient à un groupe d'auteurs provençaux composé d'Edmond Jaloux, Auguste Gilbert de Voisins, Francis de Miomandre, Joachim Gasquet, ou encore Paul Souchon.
Il s'engage en 1914 dans la Légion étrangère alors qu'il avait 36 ans. Cette expérience de la Grande-Guerre dont il ne sortit pas indemne puisqu'il aurait été blessé et trépané à plusieurs reprises, marquera son œuvre. Georges Lecomte évoque dans ces termes son engagement : "l’héroïque Albert Erlande, qui s’engagea volontairement dans la Légion étrangère pour la défense de la France dont il n’était encore que l’hôte et dont il voulut devenir ainsi l’un des fils, ce noble Albert Erlande qui fut de tous les rudes assauts contre l’envahisseur et, après avoir eu le temps de nous donner maints beaux livres, mourut de ses blessures".
Finaliste du Prix Goncourt en 1917, son ouvrage En campagne avec la légion étrangère est récompensé du Prix Montyon par l'Académie Française en 1918.
Il est membre fondateur de l'Association des écrivains combattants avec Maurice Genevoix, Roland Dorgeles, Jean Giraudoux, ou encore Pierre Mac Orlan.
Son roman Stella Lucente est adapté en film en 1922.
En 1929, la Société des gens de lettres lui attribue son Grand prix annuel pour l'ensemble de son œuvre.
Annonçant son décès dans le journal Comoedia, Gabriel Boissy eut ces mots : "[Albert Erlande] eut bien vite pris rang parmi les romanciers de ce temps, car il disposait à la fois du don de l'observation et de ce lyrisme sous-jacent qui grandit les personnages observés, qui exalte jusqu'au point l'esthétique, jusqu'à l'accent durable, parfois éternel, leurs actes, leurs figures, leurs propos".

## Décorations
- Chevalier de la Légion d'Honneur (1932)[9]